# 요르마 킨누넨
요르마 빌호 파발리 킨누넨(핀란드어: Jorma Vilho Paavali Kinnunen, 1941년 12월 15일 ~ 2019년 7월 25일)은 주로 창던지기에 참가한 핀란드의 전직 육상 선수이다.
그는 1968년 멕시코시티 올림픽에 참가하여 창던지기에서 은메달을 획득하였다.
1969년 6월 18일 킨누넨은 핀란드 탐페레 경기장에서 92.70m의 창던지기 세계 기록을 세웠다.
킨누넨은 세계 창던지기 챔피언 키모 킨누넨의 아버지이다.